# 竹生 (海防艦)
竹生（ちくぶ）は、日本海軍の海防艦。鵜来型海防艦の7番艦。この名を持つ帝国海軍の艦船としては雑役船竹生に次いで二代目。艦名は琵琶湖にある竹生島にちなむ。太平洋戦争を生き延びて戦後は掃海に従事し運輸省の定点観測船、その後海上保安庁の巡視船となった。

## 起工までの経緯
改⑤計画の海防艦、第5251号艦型の3番艦、仮称艦名第5253号艦として計画。未起工艦のうち日立造船に建造が割り当てられていた艦は通称「日振型」として建造されることになるが、マル急計画艦と異なり掃海具を装備せずに九四式爆雷投射機と三型爆雷装填台を1基ずつ増備する変更がされた。

## 艦歴

### 起工-竣工-訓練
1944年（昭和19年）9月8日、浦賀船渠で起工。10月25日、「竹生」と命名され鵜来型に分類されて同級の7番艦に定められる。11月24日、進水。30日、艤装員事務所を設置。12月10日、艤装員長に松島卓男少佐が着任。31日竣工。松島少佐（竹生艤装員長）は竹生海防艦長となる。同日附で、竹生艤装員事務所は撤去された。本籍を佐世保鎮守府籍に定められ、佐世保鎮守府警備海防艦となり呉鎮守府部隊呉防備戦隊に編入された。1945年（昭和20年）2月26日、海上護衛総司令部第一護衛艦隊に編入された。

### 船団護衛
1945年（昭和20年）2月27日、竹生は佐世保を出港し、28日に呉に到着。呉海軍工廠に入渠し修理と整備を行う。この時に13号電探を設置。3月2日、呉から門司へ回航。12日から15日にかけて、門司と六連島の間を1往復した。16日0600、門司を出港し、0700に六連に到着。0900、特設運送艦聖川丸（川崎汽船、6,862トン）、特設運送船辰春丸（辰馬汽船、6,345トン）、箱崎丸（日本郵船、10,413トン）他輸送船1隻からなるモタ43船団を第40号海防艦、第102号海防艦、第106号海防艦と共に護衛して六連を出港。19日、北緯33度07分 東経122度05分 / 北緯33.117度 東経122.083度の上海北北東225km地点付近でアメリカ潜水艦バラオ(USS Balao, SS-285)に発見される。0258、バラオは艦首と艦尾の両方の発射管から3つの目標に向けて魚雷を発射。まず辰春丸に1本が命中。辰春丸は大破したものの沈むことはなかった。次に筥崎丸に2本が命中。筥崎丸は搭載していたドラム缶詰めガソリン、弾薬、魚雷が誘爆して船尾が吹き飛び、急速に沈没したが、場所が水深15メートルの浅海だったため船体前部は22分の間炎上した後沈没し、上部構造物を水面上に出した形で着底した。別の魚雷は第40号海防艦の至近を通過していったが、命中はしなかった。第106号海防艦が船団を誘導し1933に泗礁山泊地に到着。竹生以下残りの護衛は爆雷攻撃を行ったもののバラオに損害はなく、生存者救助の後21日0800に泗礁山泊地に到着した。損傷した辰春丸を分離した船団は22日0300に泗礁山泊地を出港。23日、馬祖山に寄港した後24日1603に福瑤門に到着。25日1600に出港し、26日1700に基隆に到着した。荷役の後、モタ43船団はそのまま復航のタモ53船団として編制された。
4月1日0615、船団は基隆を出港。東大島沖、温洲湾外、泗礁山泊地、青島、石渡湾を経由して門司へ向かった。9日、北緯36度46分 東経123度36分 / 北緯36.767度 東経123.600度の山東半島高角南東100km地点付近で、アメリカ潜水艦ティランテ(USS Tirante, SS-420)に発見される。この頃、アメリカ海軍の情報部は日本の暗号を解読し、日本軍の動静をほぼ予測しており、この情報に応じてティランテは潜航して船団を待ち伏せていた。ティランテは輸送船2隻を標的に選び、それぞれに3本の魚雷を発射した。魚雷は聖川丸には命中しなかったが、日光丸の船首と機関室に1本ずつ命中し、日光丸は沈没した。この時、輸送船2隻には2隻には台湾産の砂糖や帰国する引揚者、陸軍兵士および上海からの水兵などを乗せていた。日光丸が沈没すると共に、竹生以下護衛艦は反撃に移った。逆襲を防ぐためティランテは護衛艦の1隻に対して新型のマーク27誘導魚雷を発射した。魚雷は第102号海防艦の操舵機に命中し、同艦は航行不能に陥った。竹生は日光丸の生存者救助の後第102号海防艦を曳航した。船団は格列飛島泊地、鞍島群島、麗水湾を経由して12日に釜山に到着。13日に出港し、同日六連に到着した。25日、竹生は第二十二海防隊に編入され、隊内区分第三小隊に配置。以後黄海、日本海で船団護衛と対潜掃蕩に従事。
7月5日1710、練習巡洋艦鹿島、大東、第8号海防艦、第52号海防艦と共に舞鶴に到着。22日1900、鹿島と高根、鵜来と共に舞鶴を出港するが、後に鵜来と共に鹿島、高根と分離した。8月には樽内50船団の護衛を行い、船団は14日に新潟に到着。8月15日の終戦時は新潟に所在。25日、佐世保鎮守府第一予備海防艦に定められる。11月30日、海軍省の廃止に伴い除籍された。

### 掃海艦
1945年（昭和20年）12月1日、第二復員省の開庁に伴い、佐世保地方復員局所管の掃海艦に定められる。
1946年（昭和21年）7月10日、掃海艦籍のまま掃海母艦と呼称され、定員を除かれる。
1947年（昭和22年）6月26日、佐世保地方復員局所管の特別輸送艦に定められ、同時に特別保管艦に指定される。11月1日、特別輸送艦の定めを解かれた。

### 定点観測船-巡視船
1947年（昭和22年）12月26日、竹生は運輸省へ移管され、中央気象台の定点観測船となり竹生丸（ちくぶまる）と命名され、定点観測に従事した。
1954年（昭和29年）1月1日、海上保安庁に編入され巡視船あつみ (PL-103)となり、第三管区海上保安部横浜海上保安部に配属。おじか (PL-102)と交代で定点観測に従事した。
1961年（昭和36年）10月9日、台風による荒天で北大東島北東海岸にアメリカ貨物船「パイオニア・ミューズ」(SS Pioneer Muse、9,216トン)が座礁したため、アメリカ軍の強襲揚陸艦プリンストン(USS Princeton, LPH-5)と共に救助作業にあたった。
1962年（昭和37年）4月10日、後継ののじま (PL-11)の就役（4月30日付）に伴い解役された。あつみはおじか型で最も早く退役した巡視船となった。

## 竹生海防艦長/艦長
艤装員長
1. 松島卓男 少佐：1944年12月10日[5] - 1944年12月31日

海防艦長/艦長
1. 松島卓男 少佐/第二復員官/第二復員事務官：海防艦長 1944年12月31日[6] - 艦長 1945年12月1日 - 1946年6月10日[7]、以後1947年3月5日まで艦長の発令無し。
2. 池端鉄郎 復員事務官：1947年3月5日[8] - 1947年6月26日
3. 宇田廣美 復員事務官：1947年6月26日[9] - 1947年9月10日
4. 山名寛雄 復員事務官：1947年9月10日[10] -

### 注
1. ↑  これは法令上の定員数であり、特修兵、その他臨時増置された人員を含まない。
2. ↑  日中戦争時の鹵獲汽船都寧号[1]。
3. ↑  マーク27誘導魚雷はマーク24音響探知式対潜航空魚雷をベースにした魚雷で、最大速度は12ノットにも達した。雷速の遅さから艦尾発射管にしか装備できなかったが、深深度からでも発射できる利点があった。ティランテのこの攻撃を含め、106本が発射されて33本が命中、うち24本が致命的な損害を与えたとされた（#大塚p.175-176）。秘密兵器であり、使用して攻撃した際の攻撃報告は、通常のものとは別に行われていた。
4. ↑  元々はエセックス級航空母艦の1隻で、1959年に強襲揚陸艦に改装された。